# Beranje
Beranje (Берање), pronunțat în limba română Beranie, este un sat situat în partea de est a Serbiei, în Districtul Braničevo. Aparține administrativ de comuna Požarevac. La recensământul din 2002 localitatea avea 491 locuitori.